# Gmina Siemyśl
Gmina Siemyśl là một gmina nông thôn (khu hành chính) ở hạt Kołobrzeg, West Pomeranian Voivodeship, ở phía tây bắc Ba Lan. Chỗ ngồi của nó là làng Siemyśl, nằm khoảng 16 kilômét (10 mi)  phía nam của Kołobrzeg và 93 km (58 mi) về phía đông bắc của thủ đô khu vực Szczecin.
Gmina có diện tích 107,44 kilômét vuông (41,5 dặm vuông Anh) và tính đến năm 2006, tổng dân số là 3.582 người.

## Làng
Gmina Siemysl chứa các làng và các khu định cư của Białokury, Byszewo, Charzyno, Grabowo, Izdebno, Kędrzyno, Mącznik, Morowo, Niemierze, Nieżyn, Paprocie, Siemysl, swiecie Kołobrzeskie, Trzynik, Unieradz, Wątłe Błota, Wędzice và Wszemierzyce.

## Gminas lân cận
Gmina Siemyśl giáp với các gminas của Brojce, Gościno, Kołobrzeg, Rymań và Trzebiatów.